# 蘇履至
蘇履至（？—？），福建德化人，清朝政治人物。
道光二十四年署，擔任廣東廣州府永安縣知縣（現紫金縣知縣）。后由陳起禮接任。